# 克拉斯诺彼列科普斯克区
克拉斯诺彼列科普斯克区（俄语：Красноперекопский район），2016年5月乌克兰计划将其改名为彼列科普区（烏克蘭語：Перекопський район），是烏克蘭克里米亞自治共和國的一個旧區，但俄罗斯克里米亞共和國仍使用該區劃。行政中心为克拉斯諾彼列科普斯克（乌克兰当局称其为亚内卡普，该市并不在该区的行政管辖下，为共和国直辖市）。总面积1,231平方公里，总人口29,540（2013年）。

## 2020年乌克兰行政区划改革
2020年7月乌克兰在全境实行了行政区划改革，包括当时被俄罗斯占领的克里米亚半岛。克里米亚自治共和国的14个区和11个共和国直辖市重组为10个区。新的彼列科普区范围扩大，包括了亞美尼亞斯克市拉达、克拉斯諾彼列科普斯克市拉达、原克拉斯诺彼列科普斯克区（彼列科普区）和原罗兹多利内区。设立新区的法律在2023年9月7日正式生效，但由于乌克兰并未实际控制克里米亚，故事实上新区并未真正运作。

## 備註
1. ↑  烏克蘭語：，羅馬化：Yany Kapu
克里米亞韃靼語：